# Troides riedeli
Troides riedeli is een vlinder uit de familie van de pages (Papilionidae). De wetenschappelijke naam van de soort is voor het eerst geldig gepubliceerd in 1885 door Theodor Franz Wilhelm Kirsch.